# یونکرس یومو ۲۱۱
یونکرس یومو ۲۱۱ (به آلمانی: Junkers Jumo 211) یک موتور هواگرد ساخت کارخانهٔ یونکرس در کشور آلمان است.